# Siarhiej Kunicyn
Siarhiej Kunicyn – białoruski bokser, brązowy medalista Mistrzostw Europy z Moskwy (2010, mistrz Białorusi z roku 2010).

## Kariera
W lipcu 2002 reprezentował Białoruś na Mistrzostwach Europy w Permie. W ćwierćfinale kategorii muszej przegrał na punkty (18:31) z Francuzem Jérôme Thomasem. W listopadzie 2005 był uczestnikiem Mistrzostw Świata w Mianyang. W 1/32 finału pokonał na punkty (39:20) Brazylijczyka Daniela Silvę. W 1/16 finału pokonał na punkty (25:9) reprezentanta Walii Darrena Edwardsa. Udział zakończył na 1/8 finału, w którym przegrał nieznacznie na punkty (20:25) z Kimem Song Gukiem. W 2006 został wicemistrzem Białorusi w kategorii piórkowej. W finale przegrał jednym punktem (39:40) z Michaiłem Biernadskim.
W kwietniu 2008 uczestniczył w turnieju kwalifikacyjnym dla Europy na Letnie Igrzyska Olimpijskie w Pekinie. W 1/8 finału pokonał na punkty Chorwata Filipa Palicia, ale w ćwierćfinale przegrał z Polakiem Krzysztofem Szotem, nie zdobywając kwalifikacji. W styczniu 2010 został mistrzem Białorusi w kategorii piórkowej. W czerwcu tego samego roku reprezentował Białoruś na Mistrzostwach Europy w Moskwie. Rywalizację rozpoczął od pokonania w 1/8 finału reprezentanta Słowacji Rudolfa Dydiego. W ćwierćfinale wyeliminował Włocha Alessio di Savino, zapewniając sobie brązowy medal w kategorii piórkowej. W półfinale przegrał wyraźnie na punkty (1:5) z reprezentantem Niemiec Denisem Makarovem. W kwietniu 2012 był uczestnikiem turnieju kwalifikacyjnego dla Europy na Letnie Igrzyska Olimpijskie 2012, ale przegrał już swój pierwszy pojedynek w kwalifikacjach.
W listopadzie 2012 zdobył wicemistrzostwo Białorusi w kategorii lekkiej, oddając finałowy pojedynek walkowerem.